# Think Pink-skandalen

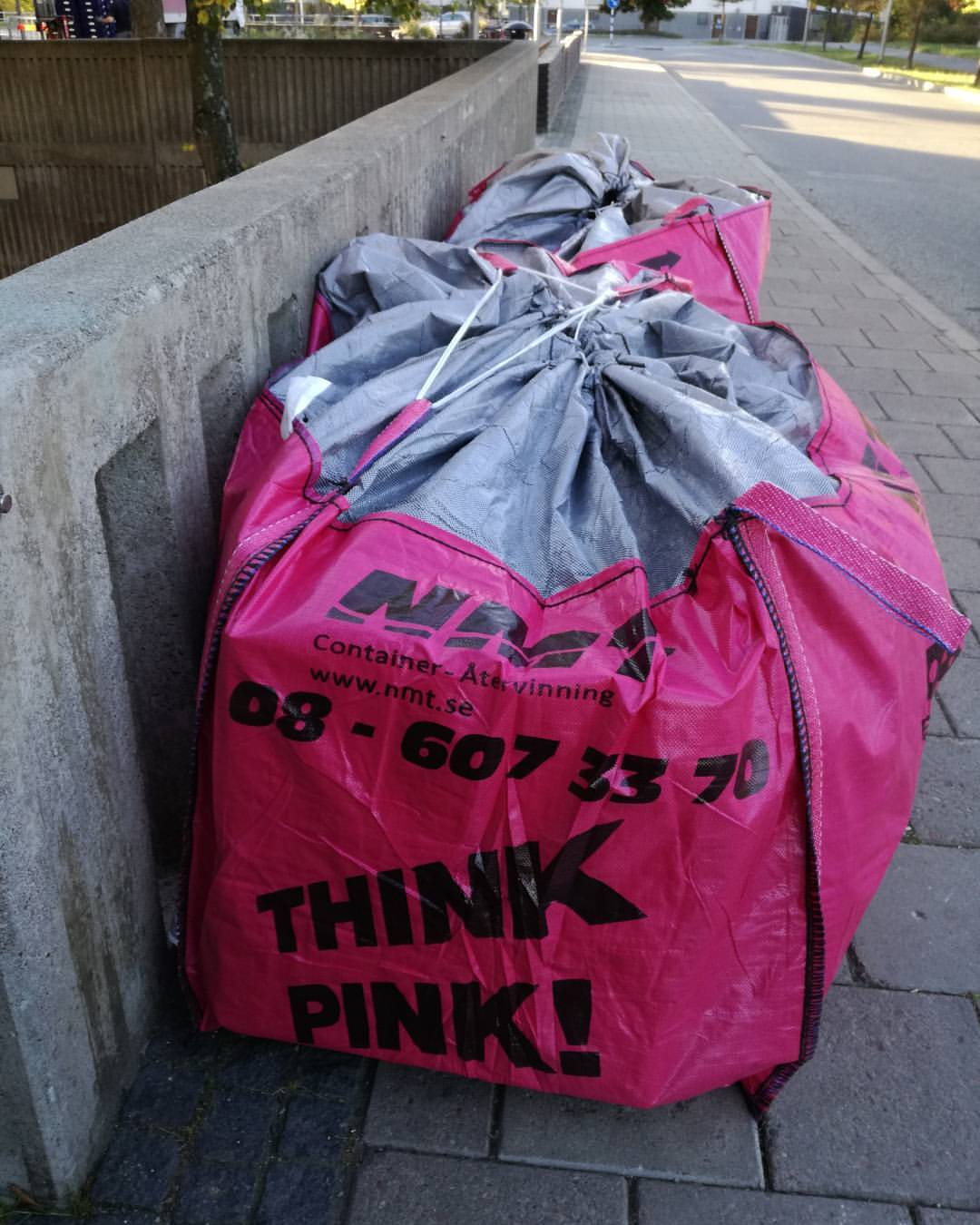
Säckar som tillhandahållits av Think Pink för insamling av avfall.

Think Pink-skandalen är ett brottsfall där ägarna till det svenska företaget NMT Think Pink dömdes för grovt miljöbrott 2025. De är fortsatt misstänkta även för ekobrott.
Think Pinks verksamhet kännetecknades, enligt tingsrätten, av att avfall transporterades runt mellan koncernens olika anläggningar, i stället för att avsättas på ett lagligt sätt. Det medförde miljöskador genom utsläpp och, i vissa fall, mycket stora risker för människor och miljö.
Skandalen, som även uppmärksammats internationellt, har kallats Sveriges största miljöbrottsutredning.

## Bakgrund
Företaget NM Trading & Transport (NMT) grundades 1998 av bland andra Thomas Nilsson (född 1967). Företaget ägnade sig inledningsvis åt transporter, distribution och försäljning av livsmedel. När de även började hantera återvinningsmaterial sköt omsättningen i höjden. År 2014 övertog Nilssons dåvarande maka Bella Nilsson som vd för företaget och började marknadsföra avfallshanteringen under namnet Think Pink. Det fullständiga företagsnamnet var under denna period NMT Think Pink AB. År 2018 tilldelades hon och företaget DI Gasellpriset av Dagens Industri. Året efter omsatte bolaget 129 miljoner, gjorde en vinst på över nio och Bella Nilsson själv tog en aktieutdelning om nästan 13 miljoner kronor.
Skandalen började uppdagas i april 2016 när två poliser i Värmland var ute på ett rutinuppdrag. På platsen de kallades till upptäcktes 600 ton farligt avfall.
NM Trading & Transport AB försattes i konkurs 27 oktober 2020, en dryg månad efter att Bella Nilsson och hennes före detta man gripits misstänkta för miljöbrott.  Efter konkursen 2020 ändrade moderbolaget NMT namn till Witch Hunt International AB, som fortsatt ägs av Bella och Thomas Nilsson.

## Miljöbrott

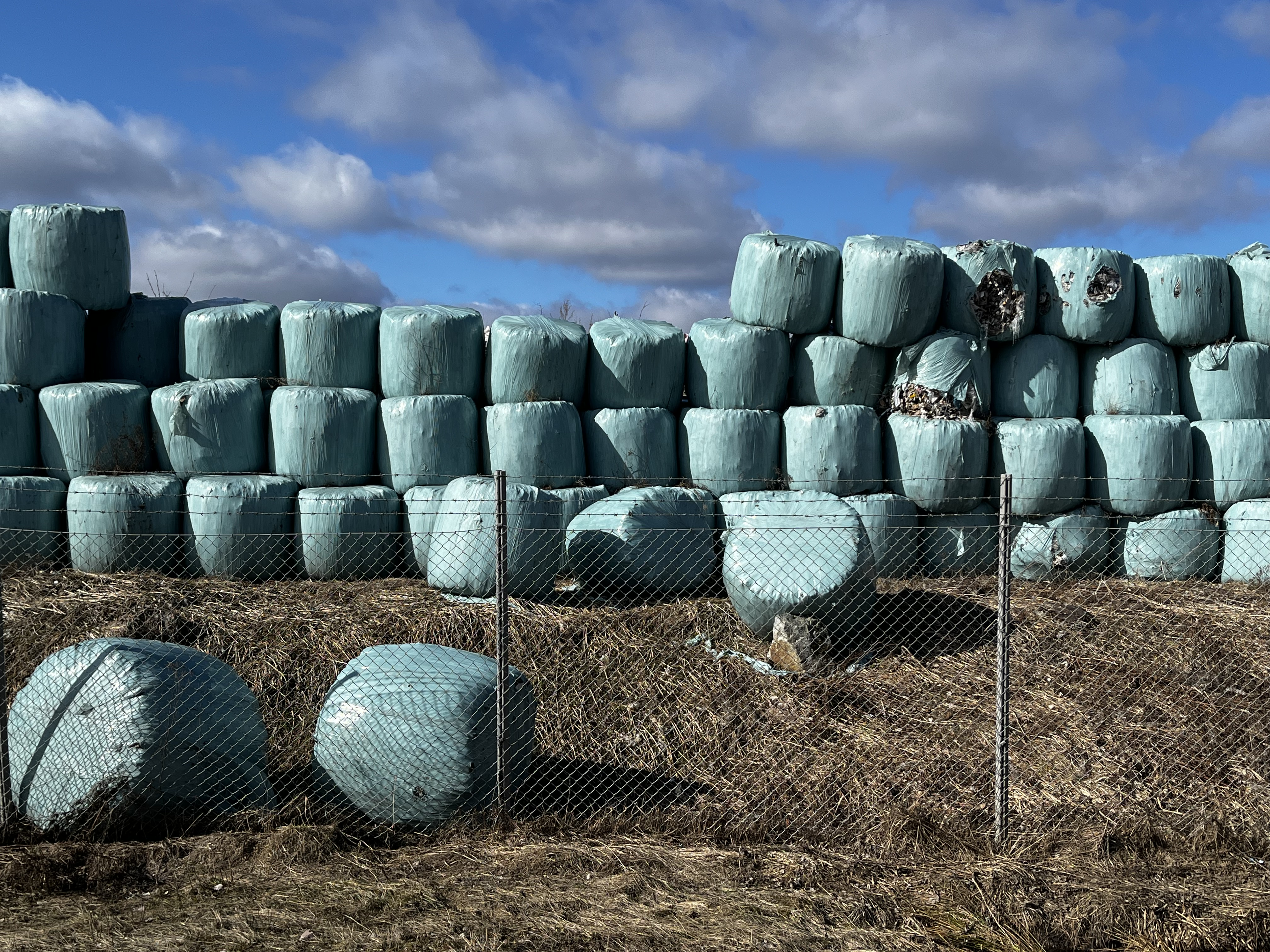
Några av alla de sopbalar som samlats i Skultuna, på ett av Think Pinks upplag, i mars 2024.

Företaget och dess ägare Thomas och Bella Nilsson misstänks ha låtit bli att återvinna sopor, och i stället transporterat stora mängder byggavfall mellan minst sex sopstationer runtom i Sverige. Think Pink hyrde anläggningar för sopsortering, men avfallet sorterades aldrig. Istället maldes det ner och lades på högar och i vissa fall grävdes det rakt ner i marken. Det handlar totalt om hundratusentals ton giftigt avfall. Det misstänkta upplägget är att de siktade in sig på mindre kommuner och erbjöd pengar för att tillfälligt lagra avfall som kom från byggen och renoveringar i Stockholmsområdet.
En undersökning visar att företagets avfallsanläggning i Skultuna innehåller miljöfarliga halter koppar samt även bly och zink över riktvärdena. Företaget misstänks ha begått miljöbrott på ytterligare 20 platser i Sverige, däribland i Strängnäs, Flen, Rådmansö och i Barva utanför Eskilstuna. De miljögifter som polisens tekniker har funnit på platserna kan orsaka cancer och hjärtproblem. Ämnena kan även göra marken obrukbar i framtiden och omöjlig att odla och bygga bostäder på.
Flera av bolagets soptippar tog eld och i Kassmyra i Botkyrka kommun utanför Stockholm kunde inte räddningstjänsten släcka branden, som pågick i flera månader. Botkyrka kommun ansåg att brandfaran och hälsoriskerna för de boende vid den övergivna soptippen i Kassmyra var för stora och därför fick 48 000 ton sopor forslas bort från Kassmyra till Norrköping. Arbetet avslutades 2022.

### Åtal och dom
Den 28 december 2023 åtalades Bella Nilsson och ytterligare tio personer för inblandning i grovt miljöbrott. Anklagelsen gäller 200 000 ton avfall och förundersökningen är på 45 000 sidor och tog nästan fyra år att producera.  Ett 20-tal utredare i fem olika polisregioner har arbetat med fallet. Samtliga misstänkta nekar till brott. Bella Nilssons försvarsadvokater har framfört att hon är utsatt för en komplott av konkurrenter inom avfallsbranschen. Hon menar att miljögifterna fanns där redan från början och att soporna blev kvar på platserna för att man inväntade Storbritanniens brexit, vilket skulle reducera priserna för återvinning av avfallet.
Rättegången inleddes i början på september 2024. Den 17 juni 2025 kom Södertörns tingsrätts dom mot personerna bakom Think Pink. Bella Nilsson dömdes till sex års fängelse för 19 fall av grovt miljöbrott. Thomas Nilsson dömdes för bland annat 12 fall av grovt miljöbrott till fängelse i 3 år och 6 månader. Ytterligare tre personer av de fem huvudtilltalade dömdes för grovt miljöbrott till mellan två och fyra års fängelse. Ytterligare fem personer dömdes till kortare fängelsestraff eller villkorlig dom för miljöbrott av normalgraden. En av de åtalade frikändes helt. De fem huvudtilltalade dömdes även till att betala en kvarts miljard kronor i skadestånd till bland annat Botkyrka kommun och Västerås stad. Bella och Thomas Nilsson fick också näringsförbud i tio respektive fem år. Ytterligare två personer dömdes till fem- och tioåriga näringsförbud.

## Ekobrott
I juli 2024 åtalades Bella Nilsson, Thomas Nilsson och ytterligare tre personer från Think Pink dessutom för ekobrott, vilket i detta fall omfattar grovt bokföringsbrott, grov trolöshet mot huvudman och grov oredlighet mot borgenärer. När rättegången om miljöbrottet avslutas i maj 2025 ska den grova ekonomiska brottsligheten prövas av rätten.